# Alina Kashlinskaya
Alina Anatolyevna Kashlinskaya  (em russo : Алина Анатольевна Кашлинская ; nascida em 28 de outubro de 1993) é uma jogadora de xadrez polonesa nascida na Rússia. Ela detém os títulos de Mestre Internacional e Grande Mestre Feminina, que a FIDE lhe concedeu em 2014 e 2009, respectivamente. Kashlinskaya é a campeã europeia de xadrez individual feminino de 2019.

## Carreira
Em 2003, Kashlinskaya conquistou a medalha de prata no Campeonato Europeu de Xadrez Juvenil na categoria Feminina Sub-10.
Em 2010, Kashlinskaya participou da seção feminina da 39ª Olimpíada de Xadrez jogando pela equipe B da Rússia. Ela ganhou uma medalha de prata individual jogando no tabuleiro cinco.
Em 2011, Kashlinskaya conquistou a prata no Campeonato Mundial de Xadrez Juvenil na seção Sub-18 Feminina.
Em 2013, ela venceu o Campeonato Russo Júnior Feminino  e levou a medalha de bronze no Campeonato Mundial Júnior Feminino.
Em março de 2015, Kashlinskaya competiu no Campeonato Mundial Feminino de Xadrez pela primeira vez. Ela foi eliminada na primeira rodada por Shen Yang. Dois meses depois, Kashlinskaya levou o bronze no Campeonato Europeu Individual Feminino em Chakvi 
Em outubro de 2018, Kashlinskaya ganhou o prêmio principal feminino no Chess.com Isle of Man International onde fez uma norma de GM com uma performance de 2705.
Em abril de 2019, ela venceu o Campeonato Europeu Individual Feminino em Antalya, superando Marie Sebag, Elisabeth Pähtz, Inna Gaponenko e Antoaneta Stefanova no critério de desempate. Em outubro, Kashlinskaya jogou no tabuleiro reserva da equipe russa vencedora do ouro no Campeonato Europeu Feminino de Xadrez por Equipes de 2019 em Batumi.
Desde 23 de maio de 2022, ela representa a Polônia em vez da Rússia. Em 2022, ela participou com a equipe feminina polonesa na 44ª Olimpíada de Xadrez , onde a equipe ficou em sexto lugar.
Em maio de 2024, Alina venceu o Campeonato Polonês de Xadrez Feminino após derrotar Aleksandra Maltsevskaya no play-off.
Em agosto de 2024, Kashlinskaya venceu o Grande Prêmio Feminino da FIDE de Tbilisi, garantindo sua segunda norma de Grande Mestre no evento.

## Vida pessoal
Kashlinskaya é casada com Radosław Wojtaszek, um Grande Mestre de xadrez polonês.